# Corsione
Corsione (piemontiul: Corsion) település Olaszországban, Piemont régióban, Asti megyében. Lakosainak száma 201 fő (2023. január 1.). Corsione Castell’Alfero, Cossombrato, Frinco, Tonco és Villa San Secondo községekkel határos.

## Népesség
A település lakossága az elmúlt években az alábbi módon változott:
| Lakosok száma | 215  | 212  | 201  |
|               | 2017 | 2018 | 2023 |